# Aonidiella inornata
Aonidiella inornata är en insektsart som beskrevs av Mckenzie 1938. Aonidiella inornata ingår i släktet Aonidiella och familjen pansarsköldlöss. Inga underarter finns listade i Catalogue of Life.